# أندرو بوون
أندرو بوون (بالإنجليزية: Andrew Boone) هو قاضي ومحامي وسياسي أمريكي، ولد في 4 أبريل 1831 في مقاطعة ديفيدسون في الولايات المتحدة، وتوفي في 26 يناير 1886 في مايفيلد في الولايات المتحدة. حزبياً، نشط في الحزب الديمقراطي. وقد انتخب عضو مجلس النواب الأمريكي.